# Kuban oblast
Kuban oblast var ett oblast i ciskaukasiska delen av ryska generalguvernementet Kaukasus.
Det sträckte sig från
Kaukasuskedjans huvudkam i söder till gränsfloden Kugu Jejain och omfattar ovannämnda flods område. Södra delen var ett storartat alpland, med bergstoppar, som nästan nådde upp till den eviga snön. I norra delen gick mellan floderna obetydliga höjder. Även om jorden var ytterst fruktbar, var landet länge en folkfattig ödemark. Under den ryska förvaltningen hade det emellertid blivit översållat med städer och byar. Befolkningen bestod till allra största delen av ryssar, dessutom av
tjerkesser (100 000), armenier (13 000) samt tyskar
(14 000), polacker (8 000), nogaiska tatarer (5 000)
o. a.
Jordbruket var statt i uppsving (spannmål,
tobak, vin); på stäpperna var boskapsskötseln huvudnäringen. I Kuban bedrevs givande fiske, salt utvanns ur laguner. Petroleum erhålles i distriktet Maikop
samt på Tamanhalvön. Området var delat i 7 distrikt
(otdiel). Huvudstad var Jekaterinodar.
Genueserna,
vilka sedan 1200-talet innehade halvön Taman och bedrev vidsträckt handel- där, fördrevs av turkarna
1484.
1783 erhöll Ryssland genom ett fördrag med
Turkiet i Konstantinopel halvön Taman samt området höger om floden Kuban, varefter en blodig strid började med tjerkesserna, vilken fortfor i mer än ett halvt århundrade. Dessa underkuvades slutligen 1861, då 200 000 av dem lämnade sitt fosterland.

## Källa
Den här artikeln är helt eller delvis baserad på material från Nordisk familjebok, Kuban, 1904–1926.